# Canal Saint-Étienne (Seine)
Pour les articles homonymes, voir Canal Saint-Étienne.
Le canal Saint-Étienne ou canal de Fouchy est l'une des onze dérivations, qui furent établies au XVIIe siècle et XVIIIe siècle sur la Seine, pour améliorer la navigabilité du fleuve entre Troyes et Nogent-sur-Seine.

## Présentation et localisation
Le canal Saint-Étienne est situé dans le département de l'Aube. Il s'étend sur 2,3 km entre Fouchy (La Chapelle-Saint-Luc) et Barberey-Saint-Sulpice. Il évite un méandre de la Seine.

## Histoire

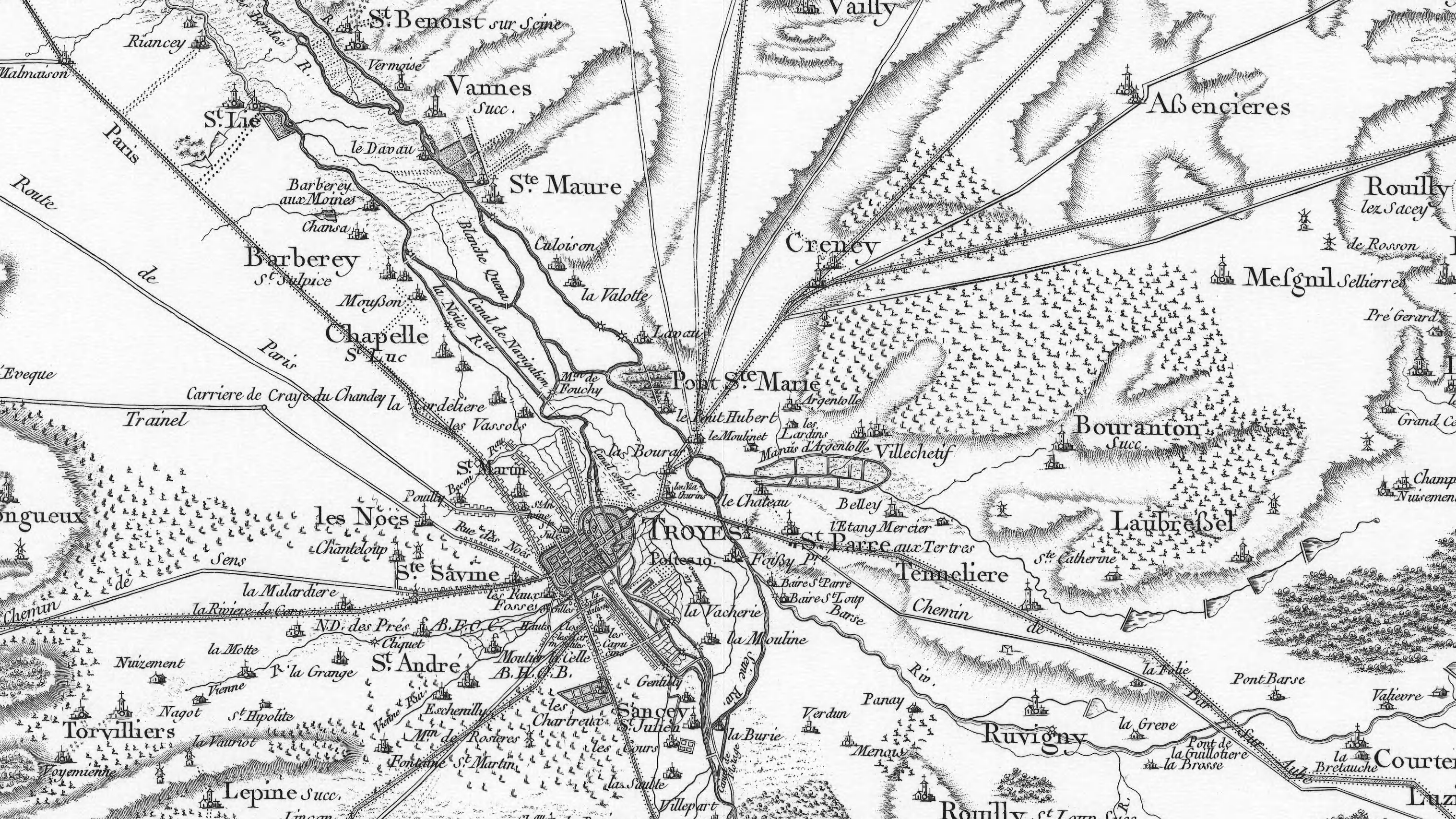
Le canal sur la carte de Cassini du XVIIIe siècle.

En 1655, Hector Boutheroüe de Bourgneuf obtient de Louis XIV par des lettres patentes,, la concession de la navigation de la haute-Seine entre Nogent-sur-Seine et Troyes. Cependant le projet, dirigé par le Maréchal du Plessis, n'aboutit pas. Après de nouvelles lettres patentes en 1676,, l'entreprise nommée « La nouvelle navigation de la Seine » réalise les travaux, sous la direction de Artus Gouffier de Roannez,. Le canal Saint-Étienne est construit de 1700 à 1702. Il est mis en eau le 24 octobre 1702. Les deux premiers bateaux le parcourent le 16 janvier 1703. Les ayants droit obtiennent la prolongation du privilège pour vingt années par de nouvelles lettres patentes du 16 janvier 1703. Les dommages causés par l'hiver 1709 interrompent définitivement la navigation, faute de réparation. Les portes des écluses ayant été détruites en 1742, les pertuis existant sur le canal ont été fermés par des aiguilles, interdisant toute possibilité de réouverture à la navigation. Celle-ci ne fut rétablie jusqu'à Troyes qu'en 1846, par l'ouverture sur un autre tracé, du canal de la Haute-Seine.

## Ouvrages d'art
Le canal comportait quatre portes « roulantes en éventail » à deux vantaux formant deux écluses à sas.Ces portes, inventées par Artus Gouffier de Roannez, constituent une innovation. En effet, par la forme en secteur de cylindre des vantaux, la force résultant de l'action de la pression de l'eau due à la chute passe par l'axe vertical de rotation coïncidant  avec l'axe du cylindre. Cette particularité rend la manœuvre des portes de pertuis, malgré la charge de l'eau, bien plus facile et rapide qu'avec les autres systèmes connus à cette époque. Gilles Filleau des Billettes en fit une description à l'Académie royale des sciences
en 1699. Le principe en sera repris à grande échelle en 1997, lors la réalisation du barrage mobile Maeslantkering aux Pays-Bas.

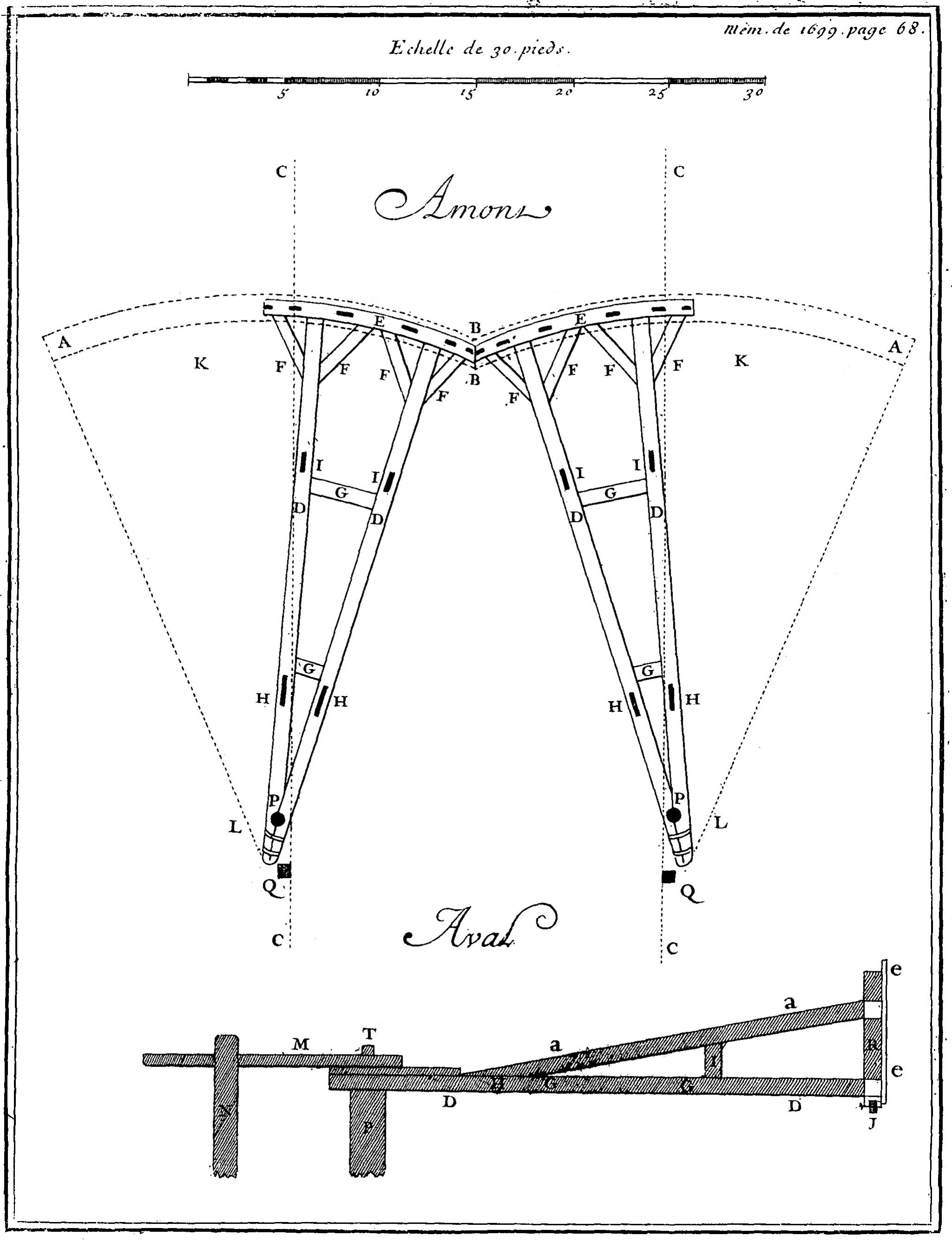
Portes secteur du canal Saint-Étienne.
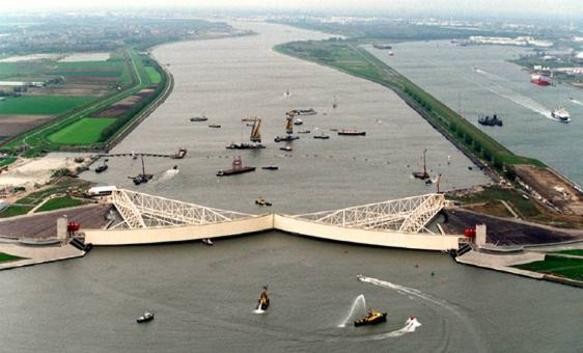
Portes secteur du barrage Maeslantkering.

Aucun vestige de ces écluses ne subsiste.